# Людина з Кальяо
Людина з Кальяо (Homo luzonensis) — викопний вид роду Homo, що мешкав на острові Лусон на Філіппінах. Скам'янілі залишки виявлено в 2007 Армандом Сальвадором Міхаресом. Зокрема, знахідка складалася з однієї 61-мм плеснової, завдяки використанню методу датування «уран-свинець» було з'ясовано, що її вік становить близько 67000 років. У квітні 2019 року завдяки знахідкам нових решток, що належали трьом особинам, описано новий вид.

## Опис
У 2007 році знахідка складалася з однієї 61-мм плеснової кістки.
У 2019 році оприлюднено дані про виявлення залишків трьох осіб — двох дорослих і дитини. Вчені виявили по дві фаланги пальців рук і ніг, фрагмент стегнової кістки та сім корінних зубів. Крихітні зуби свідчать про те, що ці люди були висотою не більше як 1,2 метра, та мали зігнуту фалангу пальців ноги, яка за анатомію нагадувала набагато більш древні види, такі як австралопітеки. Така анатомія свідчить про те, що Homo luzonensis могли ходити на двох ногах та лазити по деревах. 

## Заселення острова
Перші теорії міграції населення на Філіппіни пропонувала використовувати сухопутні переходи під час останнього льодовикового періоду. Сучасні батиметричні свідчення в Mindoro Strait і Sibutu Passage припускають, що протоки не були повністю закритими. Таким чином, нині вважають, що Людина з Кальяо і його сучасники в Лусон прибули з Сундаленду на плоту.

## Спосіб життя
У тому ж шарі осаду також знайдено останки тварин, це вказує на те, що Кальяо Людина мала деякі знання у використанні інструментів, хоча ніяких кам'яних знарядь не було знайдено. Були знайдені кістки оленя, свиней, і вимерлих типів великої рогатої худоби. Це призвело до використання інструментів з рослинного матеріалу, такі як бамбук, яких вдосталь в цій області.